# HD50143
HD50143 — хімічно пекулярна зоря спектрального класу B9, що має видиму зоряну величину в смузі V приблизно  9,8.
Вона  розташована на відстані близько 2104,2 світлових років від Сонця.

## Пекулярний хімічний вміст
Зоряна атмосфера HD50143 має підвищений вміст 
Eu
.